# Juignettes
Juignettes ist eine französische Gemeinde mit 293 Einwohnern (Stand 1. Januar 2022) im Département Eure in der Region Normandie (vor 2016 Haute-Normandie); sie gehört zum Arrondissement Bernay (bis 2017 Arrondissement Évreux) und zum Kanton Breteuil. Die Einwohner werden Juignettois genannt.

## Geographie
Juignettes liegt etwa 48 Kilometer westsüdwestlich von Évreux. Umgeben wird Juignettes von den Nachbargemeinden Chambord im Norden und Nordwesten, Les Bottereaux im Norden und Osten, Saint-Antonin-de-Sommaire im Süden und Südosten, Saint-Nicolas-de-Sommaire im Südwesten sowie La Ferté-en-Ouche im Westen.

## Bevölkerungsentwicklung
| Jahr                       | 1962 | 1968 | 1975 | 1982 | 1990 | 1999 | 2006 | 2013 |
| Einwohner                  | 154  | 150  | 142  | 141  | 131  | 136  | 229  | 239  |
| Quellen: Cassini und INSEE |      |      |      |      |      |      |      |      |

## Sehenswürdigkeiten

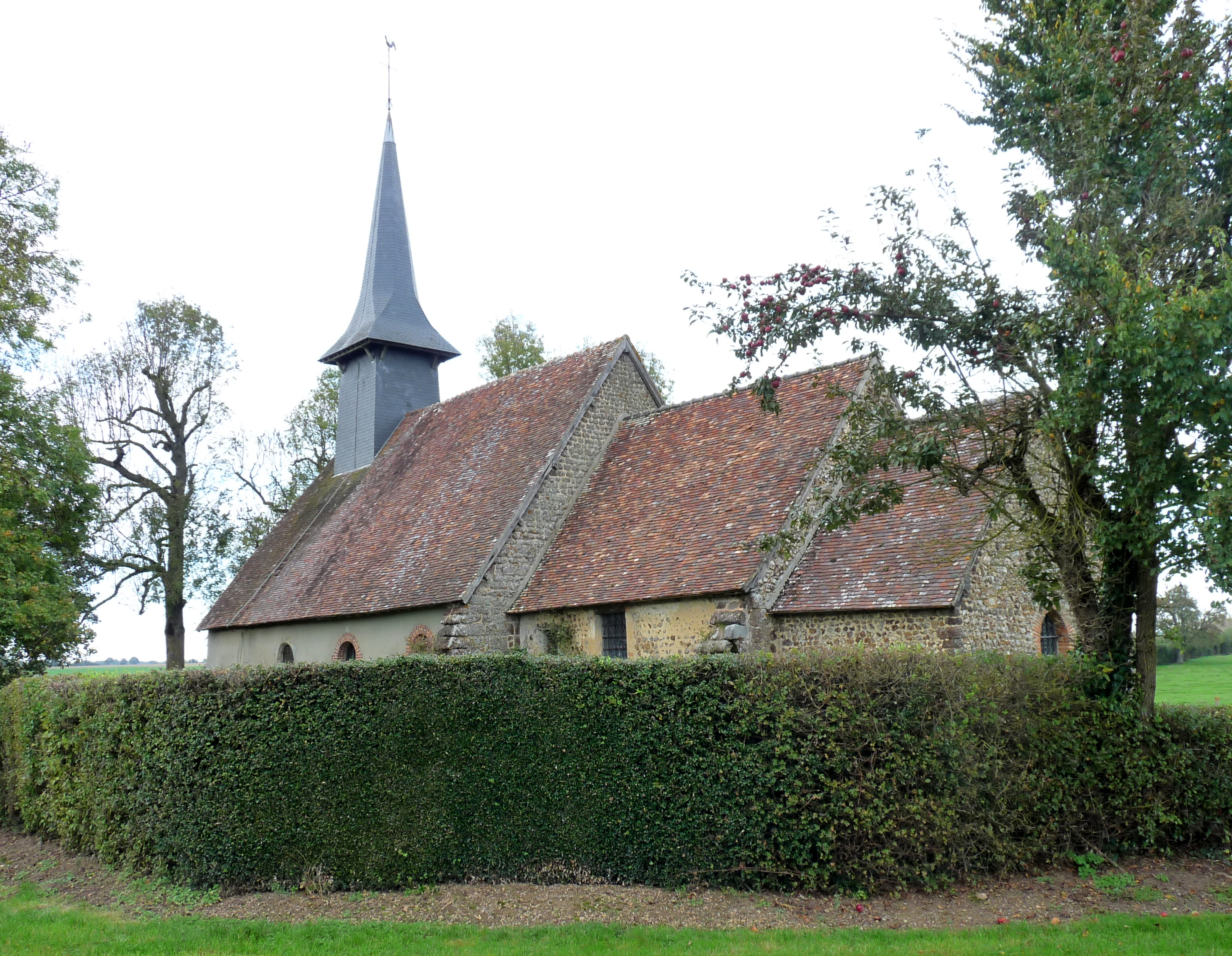
Kirche Saint-Pierre

- Kirche Saint-Pierre, seit 1998 Monument historique